# アレックス・ジェームス
スティーヴン・アレクサンダー・ジェームス（Stephen Alexander James、1968年11月21日 - ）は、イギリス・ボーンマス生まれのミュージシャン。イギリスを代表するロックバンド、ブラーのベーシストとして知られる。

## 来歴・人物
イングランドのドーセット州ボーンマスで生まれる。グラマースクール時代には、学生生活の途中までオックスフォード大学に進めるだけの学業成績を収め、また高等教育修了時のAレヴェルの試験では、大学時代の専攻科目であるフランス語の他に物理、化学でも合格する程の秀才であった。グラマースクール卒業後、モラトリアムの1年を経た1987年9月、ロンドン大学ゴールドスミス・カレッジに入学。同じく新入生として入学したグレアム・コクソンとすぐに打ち解け、親友となった。大学2年時の1988年12月にグレアムの誘いで、デーモン・アルバーン、グレアム、デイヴ・ロウントゥリーらのバンド、「サーカス」に加入しベースを担当。アレックスの加入により4人編隊となったバンドは「シーモア」に名前を変えると1990年3月、バンド名をさらに「ブラー」に変えメジャー・デビューを果たす。プロデビューを機にアレックスは学業から離れた。
ニュー・オーダーやデュラン・デュランなどを初めとしたポップな音楽を好んでいることで知られ、アルバム制作時はデーモンやグレアムと衝突することも少なくなかったという。バンドがブレイクする切っ掛けにもなった1994年のシングル「ガールズ&ボーイズ」でノリの良い印象的なベースパートを考え付いたり、デモ制作時レゲエ調の曲であり、お蔵入りになりかけていた「ザ・ユニヴァーサル」をバラード曲として復活させることを提案するなど、ブリットポップ時代の重要な楽曲の制作過程で大きな影響を与え、バンドに高く貢献している。アルバム『パークライフ』の収録曲「ファー・アウト」ではボーカルも披露している。
気難しいブラーのメンバーの中では最も明るくフレンドリーであり、インタビューにも気さくに応じるなどバンドのスポークスマン的役割もこなしている。ブラーの活動が下火になった2003年以降は、多数の新聞・雑誌でコラム連載を行っている他、テレビ、ラジオにも積極的に出演し、また酪農家（チーズメーカー）としても腕前を高く評価されるなど、持ち前の社交性と好奇心から音楽以外の活動でも多才ぶりを発揮している。
2008年にゴールドスミス・カレッジから名誉フェローを、2010年10月5日にボーンマス大学から名誉博士号を、2013年11月にグロスターシャー大学から名誉博士号授与された。

## 他のミュージシャンとの活動

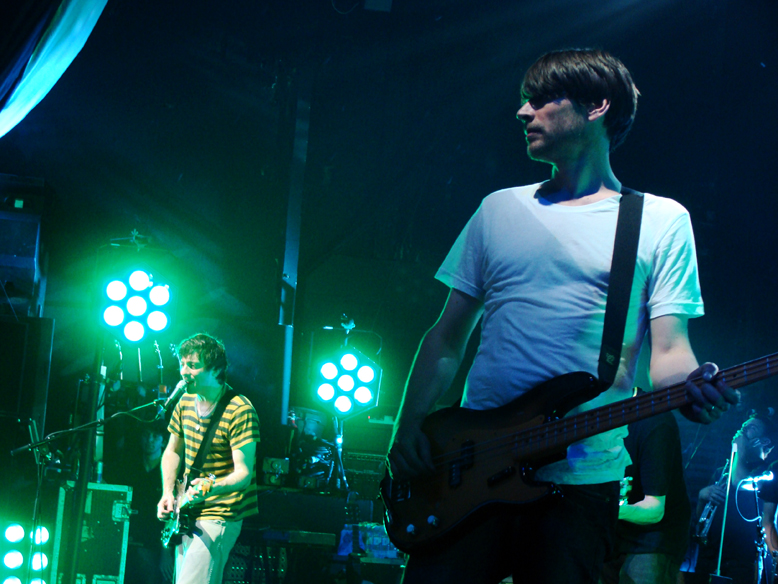
2009年撮影

アレックスはデーモンやグレアムのようにソロ名義でのリリースはなく、ブラー以外での音楽活動は他のバンドへの参加やコラボレーションを中心としている。またサイドプロジェクトも含め、アルバムのリリースはしていない。
1998年に友人のキース・アレンやダミアン・ハーストらとファット・レスを結成し、FIFAワールドカップの公式応援歌が気に入らないという理由でFAの許可無しにゲリラ的にリリースした「ヴィンダルー」が、非公式応援歌ながら100万枚以上を売り上げた。また、エラスティカのドラマーであるジャスティン・ウェルチやスティーヴン・ダフィらとミー・ミー・ミーを結成。リードシングル「ハンギング・アラウンド」では一部のパートでアレックスもボーカルをとっている。これまでにスティーヴン・ダフィの楽曲に計5曲参加している。
マリアンヌ・フェイスフル、ソフィー・エリス・ベクスター、フローレンス・アンド・ザ・マシーン、KTタンストールらの楽曲では共同作曲で参加。またソフィー・エリス・ベクスターのデビューアルバム『リード・マイ・リップス』では「ムーヴ・ディス・マウンテン」と「アイ・ビリーヴ」でベン・ヒリアーと共に共同プロデュースをしている。2006年に友人のベティー・ブーとウィグワムを結成し、シングルをリリースした。2009年にはバッド・ルーテナントのアルバムにも参加した。

## テレビ、ラジオでの活動
他にも多岐にわたるジャンルのテレビ出演を積極的にこなし、活動の幅を広げている。2008年9月にコロンビアの大統領から招待を受け、BBCのドキュメンタリーTVシリーズ「Cocaine Diaries: Alex James in Colombia 」にナビゲーターとして出演し、現地のコカイン組織がコロンビア民衆に与えている影響を伝えた。同番組はBBCアメリカでプレミア放送されたのを皮切りに世界中で放送され、日本では2009年6月にBBCワールドニュースにて、「コカイン日記　ブラー：アレックス・ジェームス」として放送された。
2007年からクラシック音楽専門のラジオ局・クラシックFMで「ザ・A-Z・オブ・クラシック・FMミュージック」のプレゼンターを務めている。同番組は2009年のアーキバ・コマーシャル・ラジオ・アウォードでコマシャール・ラジオ・プログラム・オア・フィーチャー・オブ・ジ・イヤーを受賞した他、2014年にはラジオ・アカデミー・アウォードの最優秀音楽番組部門にノミネートされている。また、BBCラジオ4「オン・ユア・ファーム」でも定期的にプレゼンターを務めている他、授賞式で司会を務めることもある。

## モデル活動
GQマガジン2011年度ベスト・ドレッサーの8位に選出されている。アレックスはデイリー・テレグラフなど各メディアでモデルをこなすこともあり、特にオービン・アンド・ウィルスではブランド創設初期より定期的にモデルを務め、ジャケットやスーツなどのコラボレーション商品もリリースしている。2014年にはオリバー・スペンサーのランウェイモデルを務めている。

## 執筆活動
ザ・サン、テレグラフでコラムを連載している他、インデペンデント、オブザーバー、Qマガジン、タイムズ、サンデー・タイムズ、スペクテイター、アイドラー、エルで執筆活動を行っている。ハーパース・バザーではコントリビューティング・エディターを務めていた。
2007年に自伝『ブラー/ブリット・ポップと100万ポンドのシャンパンの日々』を発表。2012年には2冊目となる自伝『All Cheeses Great and Small : A not so everyday story of country folk』を発表した。

## 酪農家として
2003年にオックスフォードシャーに移り住み、200エーカー（約81万平方メートル）の土地と農場を購入してチーズの生産を始めた。ニュー・オーダーの曲名に因んで名付けられた世界初の正方形ブルーチーズである「ブルーマンデー」が英国チーズ賞を受賞したのを始め、「ファーリー・ワロップ」、「リトル・ワロップ」、「グッド・クイーン・モード」といった名前のチーズを作っている。
2008年にブリティッシュ・チーズ・アウォードで「ファーリー・ワロップ」がベスト・ゴートチーズに選出。2010年には同アウォードで審査員を務めた。また2009年にチャールズ3世（当時皇太子）が所有するダッチー・オリジナルと契約。2011年にワールド・チーズ・アウォードのハード・イュー・ミルク・チーズ・プレーン部門で「グッド・クイーン・モード」が金賞を受賞した。
2011年にアレックス・ジェームス・プレゼンツLTDを設立。これまでに発売してきたチーズも「アレックス・ジェームス・プレゼンツ・コレクション」として販売されている。また同年より大手スーパーマーケット・チェーンのアズダと契約し、トマトケチャップ、スウィートチリ、スプリングオニオン、サラダクリーム、ティッカマサラなど一風変わったチェダーチーズがアズダで販売された。2012年9月には新作「ゴッデス」を発表し、同年のワールド・チーズ・アウォードで金賞を受賞した。2013年にロングセラーとなっている「ブルーマンデー」をリニューアル発売した。2014年には大手スーパーのセインズベリーと契約し、全国約150店舗での販売を開始している。
企業として環境保全活動にも力を入れており、環境保全イベントへの参加や、植樹を行っている。

## フェスティバルの開催
2011年9月に食と音楽に焦点を当てた家族向けのフェスティバル「アレックス・ジェームズ・プレゼンツ・ハーベスト」を自身の農場で4日間に渡り開催しホストを務めた。フェスティバルには当時の英首相デーヴィッド・キャメロンも家族で訪れており、ジェレミー・クラークソンとアレックスの3ショットが話題となった。このフェスは失敗し、負債を回収するために同年12月に再度、音楽イベントが行われた。
2012年9月にハーベスト同様のコンセプトであるジェイミー・オリバー主催のフェスティバル、「ビッグ・フェスティバル」に共同ホストとして参加。自身の農場で2日間に渡り開催し、2万人分のチケットが完売するなど成功を収めた。ジェイミーとのスペシャルバンド「ザ・ファーム・ラビン・クリミナルズ」でステージにも立った。
2013年、昨年と同様にアレックスの農場で「ビッグ・フェスティバル 2013」を2日間に渡り開催。ライブにはベースメント・ジャックス、KTタンストール、マーク・オーエンらが出演し、ザ・キューバン・ブラザーズのステージにはジェイミーとアレックスも参加した。
2014年、「ビッグ・フェスティバル 2014」は3日間に渡り開催され、3万人以上を集めた。ライブにはファットボーイ・スリム、ジェイミー・カラム、デ・ラ・ソウルら出演し、昨年同様、ザ・キューバン・ブラザーズのステージにはジェイミーとアレックスも参加した。以降同フェスは、毎年８月末に開催されている。

## 宇宙・空への関心
学生時代から物理学、化学、天文学に大きな関心を持っており、特に天文学はマイケル・A・シーズの『天文学の基礎』を5年間読み続け、ツアーには望遠鏡を無理をしてまで持ち運び、英国天文学協会に入会するほど魅了される。天文学者のパトリック・ムーアとの対談をきっかけに火星に大きな興味を持つようになり、同じく天文学に興味のあったデイヴと共にオープン大学のコリン・ピリンジャー教授の火星探査プロジェクトに参加。ビリンガー教授から火星探査機マーズ・エクスプレスに搭載された着陸機であるビーグル2が火星に着陸した際のコールサインの制作を依頼される。楽曲制作にはデーモン、グレアムも参加し、完成した曲のタイトルは機体同様「ビーグル2」と名付けられた。2003年12月25日、母船のマーズ・エクスプレスからビーグル2が切り離され火星表面に向かっていることが確認されるも着陸のコールサインである「ビーグル2」が聞こえてくることはなかった。
2007年にオックスフォード大学の天体物理学部門アーティスト・イン・レジデンスに就任。ラザフォード・アップルトン・ラボラトリーの客員研究員でもある。
デイヴの影響でパイロットライセンス(計器飛行証明)を取得。自家用ジェットを持ち、旅行やツアーの移動を自らの操縦でこなすこともあったが、田舎に移り住んだのを機にジェット機はデイヴに譲る。2012年にテレグラフの企画で憧れだったスピットファイアでの飛行を同乗という形ながら実現した。

## 使用機材

### ベース
- ギブソン・サンダーバード
- フェンダー・プレシジョンベース
- アーニー・ボール・ミュージックマン・スティングレイ
- ギブソン・レスポール・スタジオ
- エピフォン・エル・キャプテン・セミアコースティックベース

## ディスコグラフィ
- ブラー (Blur)

### コラボレーション(個人名義)
- Sugar High / スティーヴン・ダフィ (1995年)
  - Tempus Fugit
- Hang It On Your Heart / マリアンヌ・フェイスフル (1997年)
  - Hang It On Your Heart
- 17 / スティーヴン・ダフィ (1998年)
  - Mao Badge
- I love My Friends / スティーヴン・ダフィ (1998年)
  - Eucharist
  - Lover's Beware
  - Something Good and One Day One Of These Fucks Will Change Your Life
- Mojo Soundtrack (1998年)
  - Stone Cold Stroll
  - Ooh My Soul
- There's Only One Jimmy Grimble Soundtrack (1998年)
  - Blue Moon
  - Do You Believe
- Read My Lips / ソフィー・エリス・ベクスター (2002年)
  - Move This Mountain
  - I Believe
- Shoot From The Hip / ソフィー・エリス・ベクスター (2003年)
  - Love It Is Love
- Lungs / フローレンス・アンド・ザ・マシーン (2009年)
  - Swimming (iTunes / デラックス盤CDボーナス・トラック)
- Never Cry Another Tear / バッド・ルーテナント (2009年)
  - Walk On Silver Water
  - Shine Like The Sun
  - Falling Trees (限定CDボーナス・トラック)
  - Split The Atom (限定CDボーナス・トラック)

### コラボレーション(バンド名義)
- Hanging Around (1996年) （ミー・ミー・ミー - Me Me Me)
- Vindaloo  (1998年) (ファット・レス - Fat Les)
- Naughty Christmas (1998年) (ファット・レス - Fat Les)
- Jerusalem (2000年) (ファット・レス 2000 - Fat Les 2000)
- Who Invented Fish & Chips? (2002年) (ファット・レス - Fat Les)
- WigWam (2006年) (ウィグワム - WigWam)

## フィルモグラフィ
- Pixies (DVD) / ピクシーズ (2004年)
- A slice of life (2013年)

※英ショートフィルムコンペティション「ヴァージン・メディア・ショーツ2013」のスタートを記念して制作されたアレックスが監督・脚本・音楽・主演を務めるショートフィルム。アレックスは本作のために新曲「スーパーオーディネイター」を書き下ろしている。

## 書籍
- 『ブラー/ブリット・ポップと100万ポンドのシャンパンの日々』(邦題) (2008年）- 原題 Bit of a Blur
2007年にイギリスで発売されたミュージシャンの自伝売上ランキング4位[19]。またローリング・ストーンが2012年に発表した「これまでで最も偉大なロックの回顧録TOP25」の19位に選出されている[20]。また、ブリットポップの決定的ガイドとする評価もある[21]。
- All Cheeses Great and Small: A not so everyday story of country folk (2012年）